# 厄尔森
厄尔森是德国莱茵兰-普法尔茨州的一个市镇。总面积2.26平方公里，总人口81人，其中男性41人，女性40人（2011年12月31日），人口密度36人/平方公里。